# Rhopalostylidinae
Sous-tribu
Genres de rang inférieur
- Rhopalostylis
- Hedyscepe

Rhopalostylidinae est une sous-tribu botanique composée de deux genres de palmiers d' Australie et de Nouvelle-Zélande, Hedyscepe et Rhopalostylis . Ces deux genres étaient auparavant inclus dans Archontophenicinae, auxquels ils sont morphologiquement similaires (Dowe 2010 :233), jusqu'à une révision récente (Dransfield, Uhl et al., 2005).

## Classification
- Sous-famille des Arecoideae
  - Tribu des Areceae
    - Sous-tribu des  Rhopalostylidinae  [1],[2]

## Description
Les palmiers de cette sous-tribu sont des palmiers de taille moyenne, avec une couronne bien développées et des feuilles strictement pennées avec des pétioles généralement courts et massifs. Les inflorescences sont ramifiées en deux ou trois ordres, avec la prophylle et des bractées pédonculaires similaires (Uhl et Dransfield 1987:367).

## Genres
| Image | Nom scientifique | Description |
| ----- | --- | --- |
|       | - R. baueri, le palmier Norfolk ou Niau, ( île Norfolk, Australie et île Raoul dans le groupe Kermadec au nord de la Nouvelle-Zélande) - R. sapida, le palmier Nikau (Nouvelle-Zélande. ) | Les feuilles de Rhopalostylis ont tendance à se tenir rigide et droite, en particulier chez R. sapida du nord de l'île du Nord, ce qui fait que le palmier ressemble un peu à un plumeau.                                                                 |
|       | - H. canterburyana le palmier Big Mountain, (qui pousse sur les falaises surplombant la mer sur l'île Lord Howe, en Australie. )                                                          | Certaines études jettent le doute sur l'inclusion d' Hedyscepe en tant que membre des Rhopalostylidinae. Dans certaines (mais pas toutes) analyses phylogénétiques moléculaires, Hedyscepe est niché dans la Basselinia endémique de Nouvelle-Calédonie . |